# إميليو مارتينيز
إميليو مارتينيز (بالإسبانية: Emilio Martínez) (10 أبريل 1981 بكونسيبسيون في باراغواي - ) هو مدرب كرة قدم ولاعب كرة قدم باراغواياني في مركز الدفاع، شارك في الألعاب الأولمبية الصيفية 2004. وشارك مع منتخب باراغواي الأولمبي لكرة القدم ومنتخب باراغواي لكرة القدم. أما مع النوادي، فقد لعب مع أوليمبيا أسونسيون وتايجرز أونال وسانتوس لاغونا وسيرو بورتينيو ونادي بوليفار ونادي ليبرتاد وناسيونال أسونسيون وClub 2 de Mayo ‏ ونادي الجامعة الكاثوليكية (الإكوادور) وClub Sport Colombia ‏.

## وصلات خارجية
- إميليو مارتينيز على موقع الاتحاد الدولي (مؤرشف)  (الإنجليزية)
- إميليو مارتينيز على موقع قاعدة بيانات كرة القدم.إي يو (الإنجليزية)
- إميليو مارتينيز على موقع ناشيونال فوتبول تيمز (الإنجليزية)
- إميليو مارتينيز على موقع Soccerway.com (الإنجليزية)
- إميليو مارتينيز على موقع أوليمبيديا (الإنجليزية)